# 738

## Догађаји
- Карло Мартел, меровиншки градоначелник палате, почиње кампању против Саксонаца (у данашњој Вестфалији) на североисточној граници. Они су покорени и морају му платити данак.
- Маури под Укбом ибн Ал-Хаџаџом прелазе Пиринеје и улезе у Франачку. Укба утврђује Нарбон и поново осваја Авињон, Арл, Ним. Затим напредује у Провансу, и продире до Пијемонта; затим креће на север и осваја Дофине, уништавајући град Сент Пол, узимајући Валенс, Вјен и Лион, које користи као базу за напад на Бургоњу.
- Кормесија, владара (кагана) бугарског царства, је сбацило племство. На престолу га замењује син Севар, који је потомак краљевског клана Дуло.
- Феличе Корникола је постављен за хипатоса (византијског конзула) и магистер милитум Венеције.
- Краљ Свефберхт од Есекса умире након 23-годишње владавине. Наследио га је Саелред, малолетни члан краљевске породице Есекс.
- Мајански град-држава Ксупи (Копан) је поражен од ривалског града-државе, Киригуа. Вођа Ксукпија Уакацлајуун Уб'аах К'авиил („Осамнаест зеца“) је свргнут након тога.
- Бонифатије посећује Рим и постаје папски легат Франачког краљевства. Он оснива многе епископије у Баварској.